# Empis intercepta
Empis intercepta är en tvåvingeart som beskrevs av Axel Leonard Melander 1928. Empis intercepta ingår i släktet Empis och familjen dansflugor. Inga underarter finns listade i Catalogue of Life.